# Franck Perera

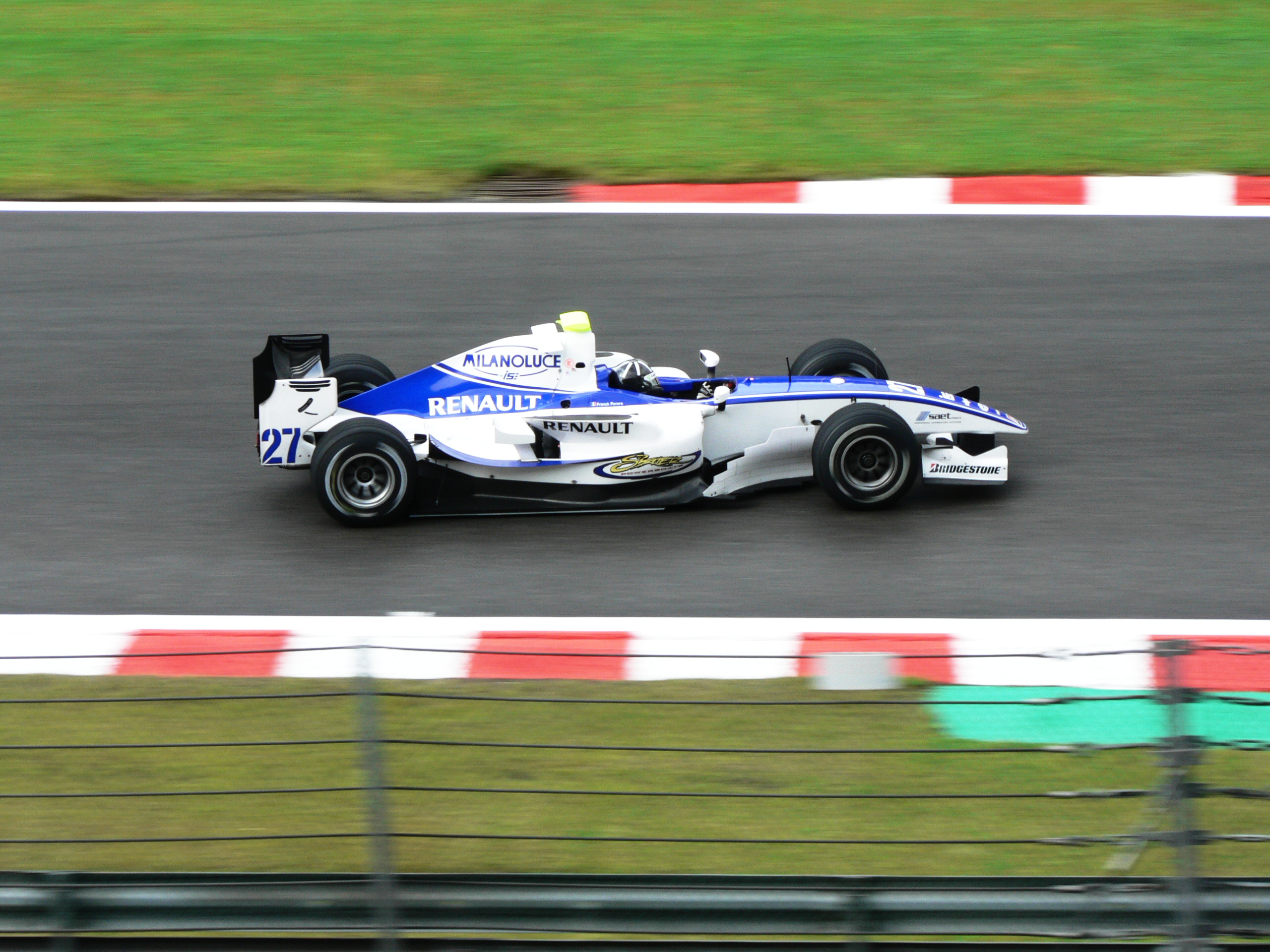
Perera in actie (2009)

Franck Perera (Montpellier, 21 maart 1984) is een Frans autocoureur die anno 2009 in de GP2 rijdt.

## Loopbaan
- 2002: Formule Renault 2000 Italië, team Prema Powerteam.
- 2002: Formule Renault 2000 Eurocup, team Prema Powerteam.
- 2003: Formule Renault 2000 Italië, team Prema Powerteam (5 overwinningen, kampioen).
- 2003: Formule Renault 2000 Masters, team Prema Powerteam (8 races).
- 2003: Formule Renault 2000 Duitsland, team Prema Powerteam (4 races).
- 2003: Formule Renault 2000 Nederland, team Prema Powerteam.
- 2004: Formule 3 Euroseries, team Prema Powerteam.
- 2004: Bahrein F3 Superprix, team Prema Powerteam.
- 2004: Masters of Formula 3, team Prema Powerteam.
- 2004: Grand Prix van Macau, team Prema Powerteam.
- 2004: Formule 1, testrijder Toyota.
- 2005: Formule 3 Euroseries, team Prema Powerteam.
- 2005: Masters of Formula 3, team Prema Powerteam.
- 2005: Grand Prix van Macau, team Prema Powerteam.
- 2005: Formule 1, testrijder Toyota.
- 2006: GP2, team DAMS.
- 2006: Formule Renault 3.5 Series, team Interwetten.com Racing (2 races).
- 2007: Atlantic Championship, team Condor Motorsports (3 overwinningen, 2e in eindklassement).
- 2008: Superleague Formula, team AS Roma (6 races).
- 2008: Indy Lights, team Guthrie Racing (9 races).
- 2008: IndyCar Series, team Conquest Racing (4 races).
- 2009: GP2, team David Price Racing (5 races).
- 2009: Superleague Formula, team AS Roma (2 races).

## GP2 resultaten
| Jaar | Inschrijving       | 1          | 2          | 3          | 4          | 5          | 6          | 7          | 8          | 9          | 10         | 11         | 12         | 13         | 14         | 15         | 16         | 17         | 18         | 19        | 20         | 21         | Rang | Punten |
| ---- | ------------------ | ---------- | ---------- | ---------- | ---------- | ---------- | ---------- | ---------- | ---------- | ---------- | ---------- | ---------- | ---------- | ---------- | ---------- | ---------- | ---------- | ---------- | ---------- | --------- | ---------- | ---------- | ---- | ------ |
| 2006 | DAMS               | VAL FEA 11 | VAL SPR 14 | SMR FEA NF | SMR SPR 14 | EUR FEA NF | EUR SPR 15 | ESP FEA 13 | ESP SPR NF | MON FEA 2  | GBR FEA NF | GBR SPR 10 | FRA FEA NF | FRA SPR 12 | GER FEA 14 | GER FEA 11 | HUN FEA 9  | HUN SPR NF | TUR FEA 12 | TUR SPR 8 | ITA FEA 15 | ITA SPR 15 | 16   | 8      |
| 2009 | David Price Racing | ESP FEA    | ESP SPR    | MON FEA    | MON SPR    | TUR FEA    | TUR SPR    | GBR FEA    | GBR SPR    | GER FEA NF | GER SPR 16 | HUN FEA NQ | HUN SPR 18 | VAL FEA 15 | VAL SPR 16 | BEL FEA NQ | BEL FEA NQ | ITA FEA    | ITA SPR    | POR FEA   | POR SPR    |            | 28   | 0      |